# Sastean
Sastean, ime porodici indijanskih jezika i naroda nastanjenih na sjeveru Kalifornije i južnog Oregona. Porodica obuhvaća skupine plemena poznate pod kolektivnim imenom Shasta, a to su: Shasta, Konomihu, Okwanuchu i New River Shasta. Danas se često vodi pod širim imenom Shastan kojoj su uz njih pridodani jezici Indijanaca Pit River, Achomawi i Atsugewi. Dio je Velike porodice Hokan.